# Square Honoré-Champion
Le square Honoré-Champion est un espace vert du 6e arrondissement de Paris.

## Situation et accès
C'est avec le square Gabriel-Pierné l'un des deux petits squares situés derrière l'Institut de France, situé au début de la rue de Seine et accessible par le 7, quai Malaquais et par la rue de Seine.
Visible depuis la rue, son périmètre n'est cependant pas ouvert au public.
Il est desservi à quelque distance par la ligne 4 à la station Saint-Germain-des-Prés.

## Origine du nom

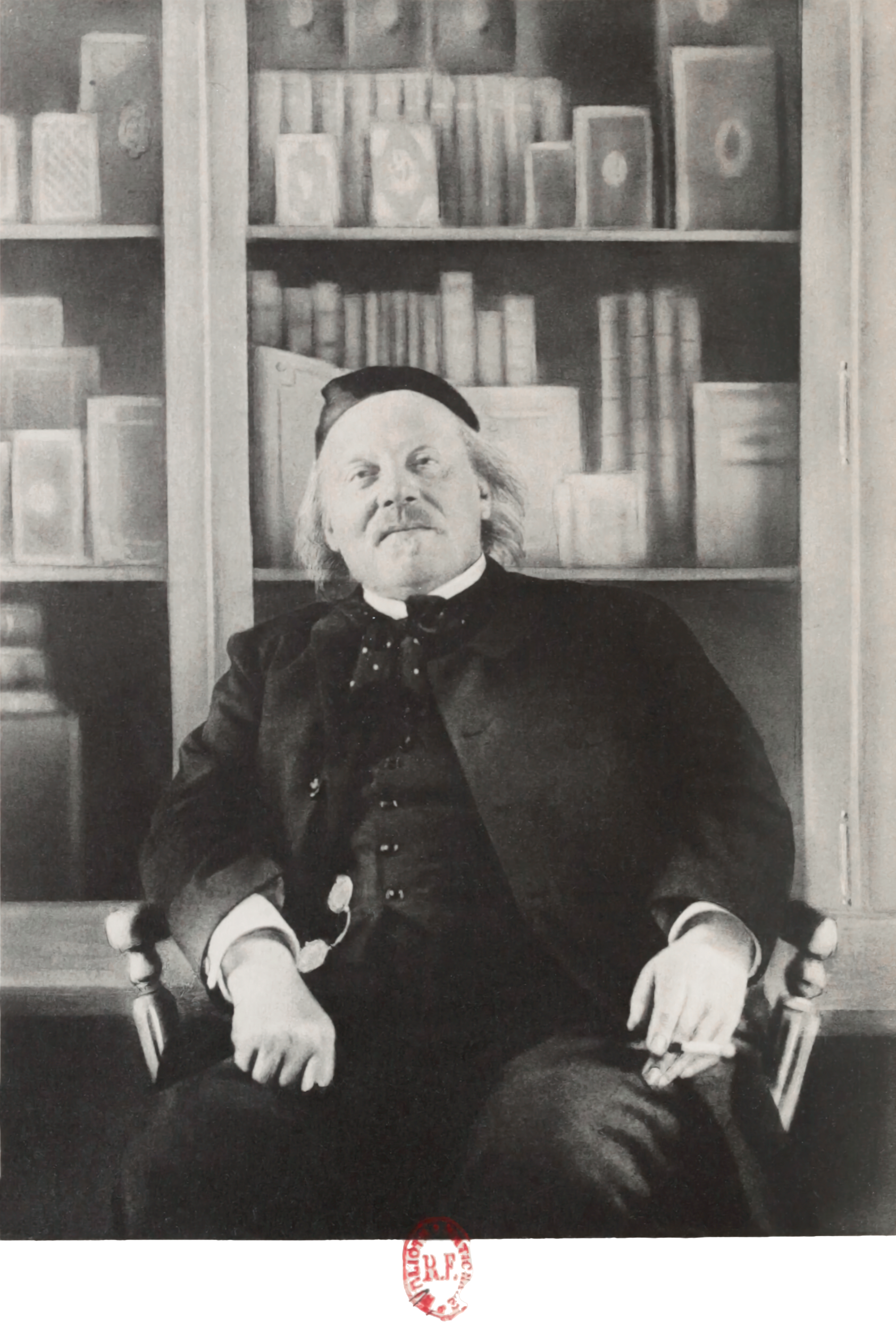
Honoré Champion.

Il a pris ce nom en hommage à l'éditeur Honoré Champion (1846-1913).

## Historique
Ouvert en 1947, il s'étend sur moins de 400 m2. 
S'y trouve durant plusieurs décennies une statue en pied de  Voltaire (1945-1947), en pierre, commandée en 1945 par le gouvernement français au sculpteur Léon-Ernest Drivier (1878-1951). À l'origine, elle devait être placée non loin de là, sur une place bordant le quai Malaquais (nommée, depuis 2010, place Mahmoud-Darwich), en remplacement d'un Voltaire en bronze de Joseph-Michel Caillé, retiré avant d'être fondu en 1941-1942. Mais différents avis retardèrent la mise en place de la nouvelle œuvre, si bien qu'elle fut installée dans le square Honoré-Champion en 1962, de même qu'un buste en pierre représentant Montesquieu (1689-1755) par Félix Lecomte (1737-1817). C'est la statue La République de Jean-François Soitoux (1824-1891) qui, depuis 1992, occupe l'emplacement du Voltaire de Caillé longeant le quai Malaquais.
Dans le square Honoré-Champion, la statue de Voltaire est retirée en août 2020, ce qui suscite l'indignation de nombreux internautes et de l'historienne et secrétaire perpétuel de l'Académie française Hélène Carrère d'Encausse. Adjointe à la maire de Paris chargée du patrimoine, Karen Taïeb indique : « Oui, Voltaire reste dans la Ville Lumière. Sa statue, propriété de l'État, a fait l'objet de très nombreuses dégradations et tags, néfastes pour sa conservation dans le temps ». Des photos de la statue en restauration sont par la suite postées. En janvier 2023, elle n'a toujours pas été réinstallée, jugée trop fragile,. Une copie en résine de marbre est cependant réinstallée dans le square au printemps 2024.

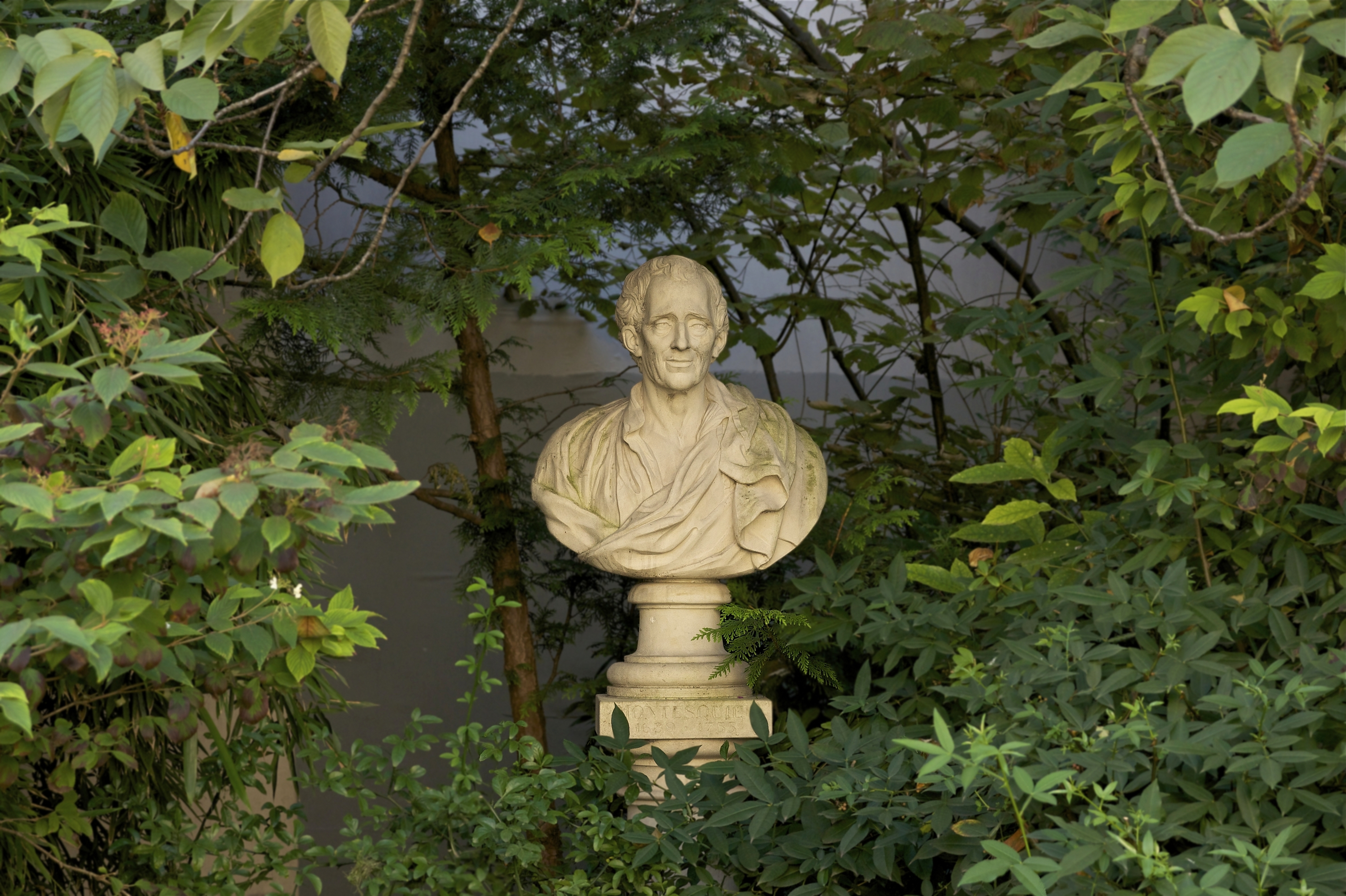
Buste de Montesquieu.
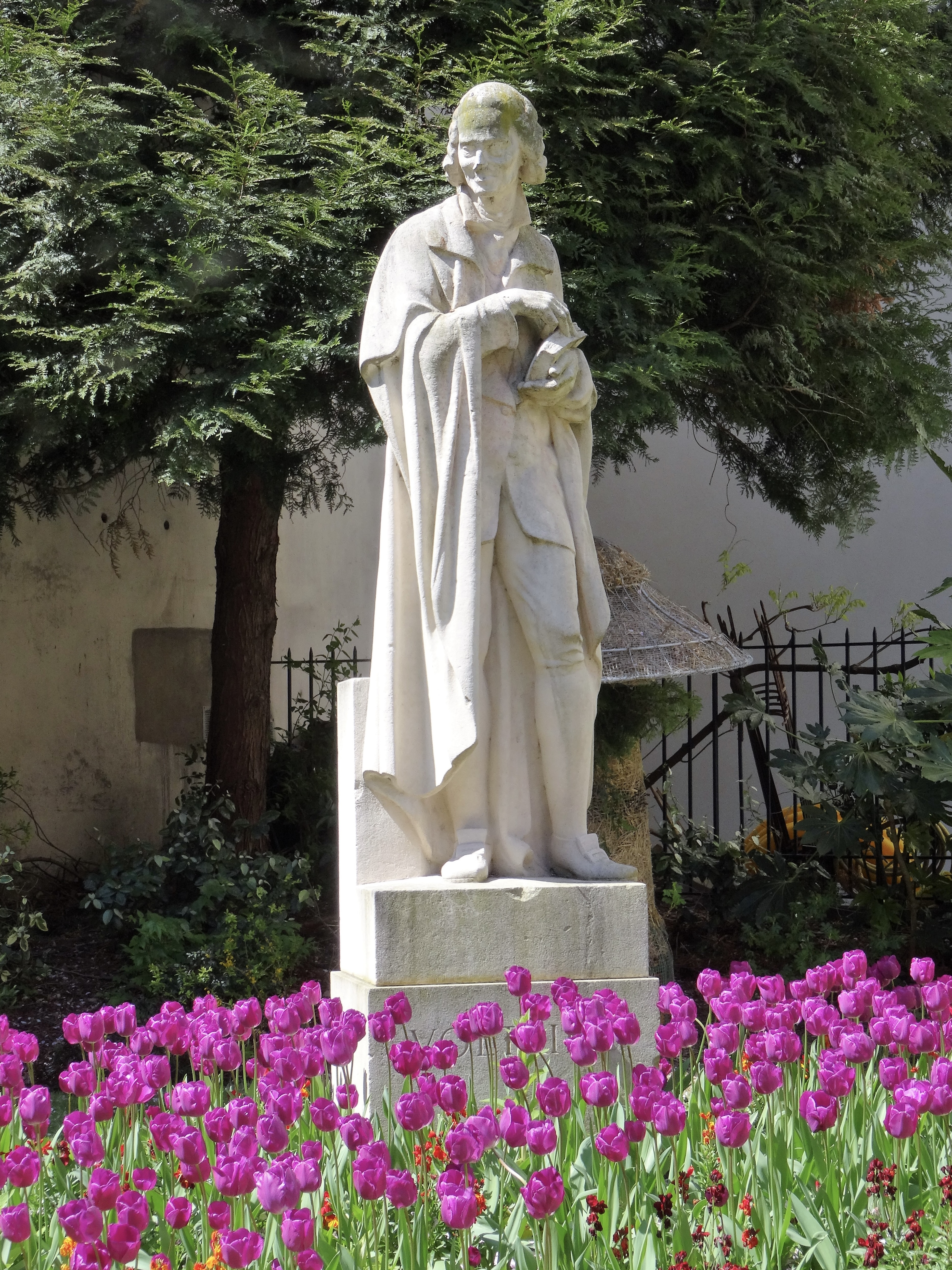
Statue de Voltaire entourée de fleurs.
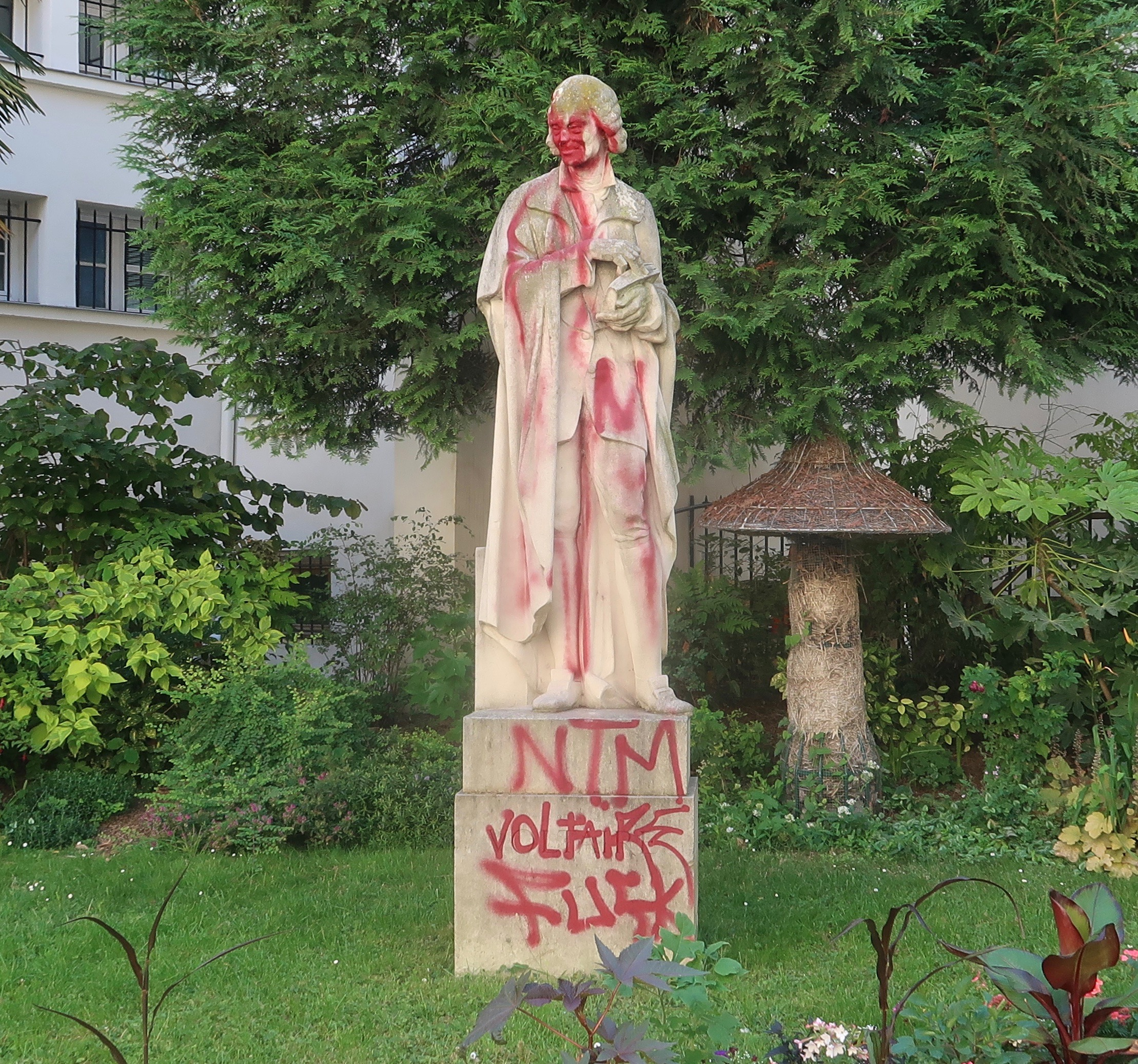
Idem, taguée.
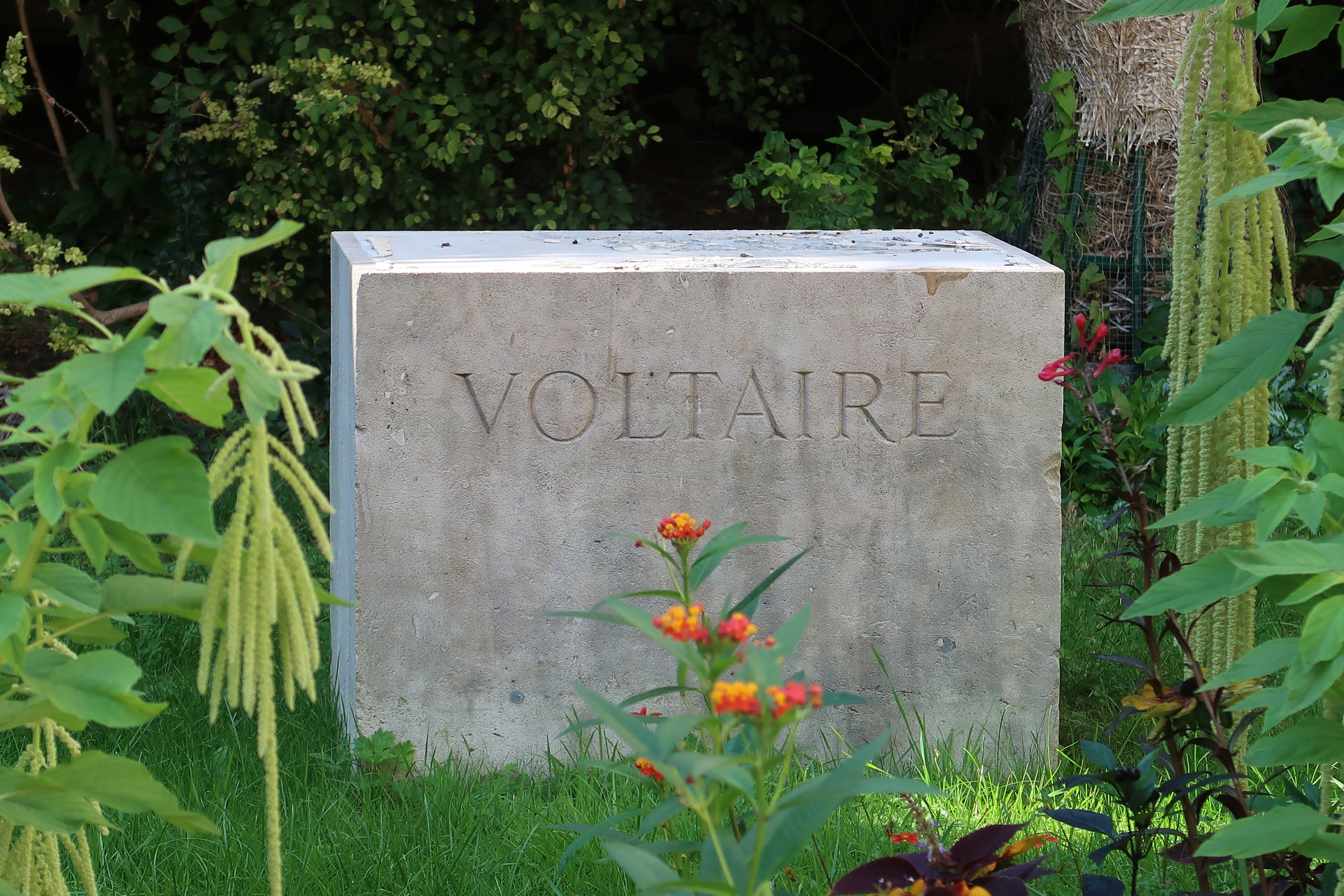
Socle vide.
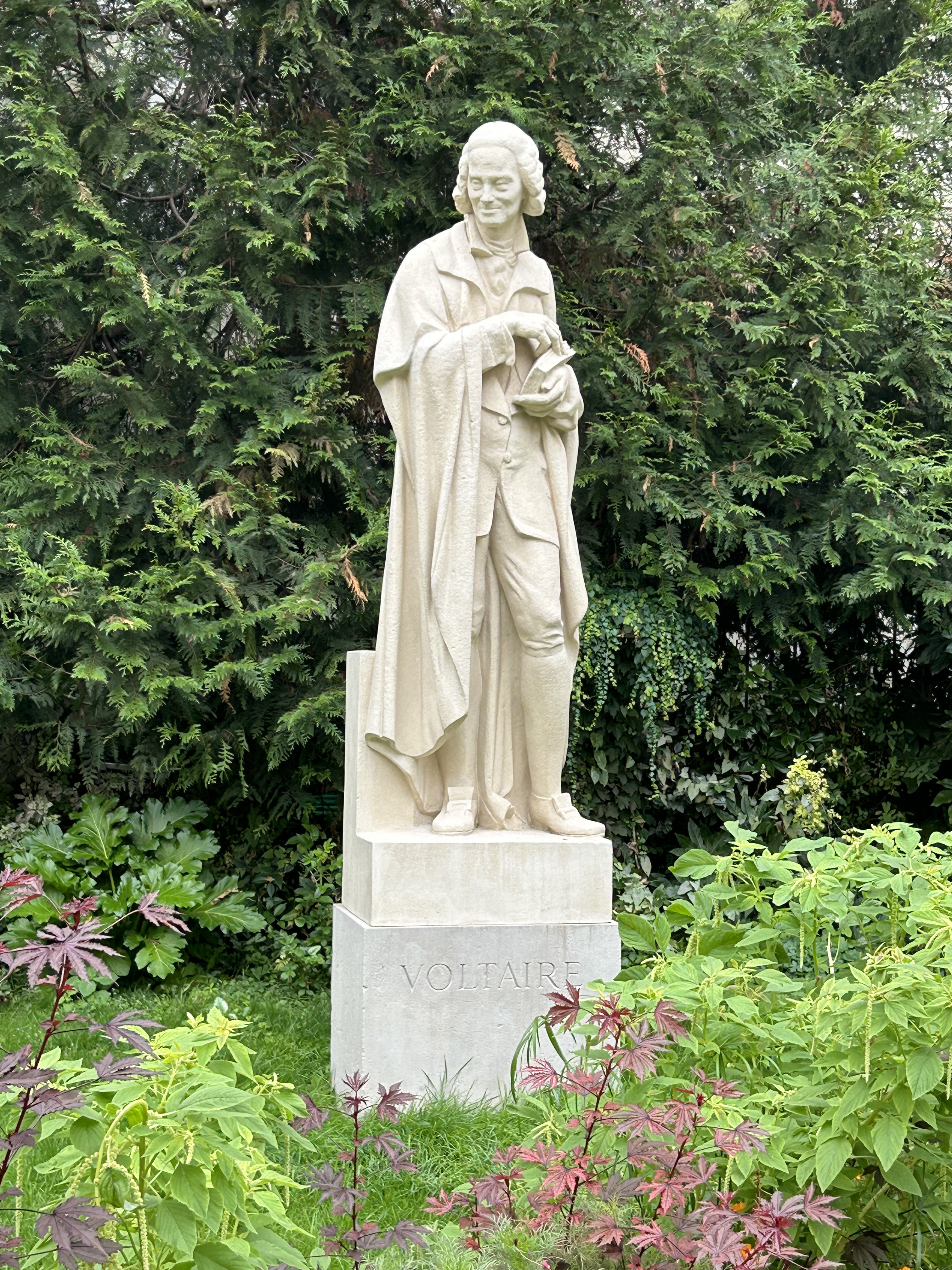
Copie réinstallée.